# Genoveva din Paris
Sfânta Genoveva (în franceză Geneviève, n. 423 d.Hr., Nanterre, Seine, Franța – d. 502 d.Hr., Paris, Franța) a fost o tânără galo-romană care a trăit în secolul al V-lea. Este sfânta patroană a Parisului, sărbătorită atât de biserica catolică cât și de cea ortodoxă la 3 ianuarie.
Panteonul din Paris a fost construit ca biserică dedicată Sfintei Genoveva. Moaștele ei au fost arse cu ocazia Revoluției Franceze, iar biserica profanată. Un cenotaf dedicat sfintei Genoveva se află în biserica Saint-Étienne-du-Mont, situată lângă Lycée Henri-IV.